# Paul Roussel
Pour les articles homonymes, voir Roussel.
Hippolyte Paul René Roussel né à Paris (12e arrondissement) le 23 octobre 1867 et mort dans le 16e arrondissement de la même ville le 1er janvier 1928 est un sculpteur français, lauréat du prix de Rome en 1895.

## Biographie
Paul Roussel est le fils de Victor Roussel, entrepreneur de bâtiments et d'Eugénie Desfontaines. Il entre à l’École des beaux-arts de Paris où il est l’élève de Jules Cavelier, de Louis-Ernest Barrias et de Jules Coutan.
Il obtient le premier grand prix de Rome en 1895 pour le bas-relief David, vainqueur de Goliath, amené en triomphe à Saül, ce qui lui permet de séjourner à la villa Médicis à Rome jusqu’en 1899. Il est médaillé aux Salons de 1896 (3e classe), 1898 (2e classe), 1900 (d'argent), 1909 (1re classe) et primé en 1909 et 1911. Il expose hors-concours à Londres, Bruxelles, Turin, Liège, Amsterdam, Gand et devient à partir de 1906 membre du jury de l'École des beaux-arts et membre du grand jury du Salon des artistes français.
De retour à Paris, il expose régulièrement au Salon des artistes français et obtient de nombreuses commandes de l’État ou de particuliers.
Après son décès à Paris en 1928, son épouse fait don du fonds d'atelier à l’État. Il est enterré au cimetière de Villecresnes dans la sépulture de son beau-père, Gustave Larroumet.

## Distinctions
Paul Roussel est nommé chevalier dans l'ordre national de la Légion d'honneur par décret du 16 janvier 1914 et promu officier du même ordre, par décret du 20 juillet 1920.

## Œuvres

### Monument

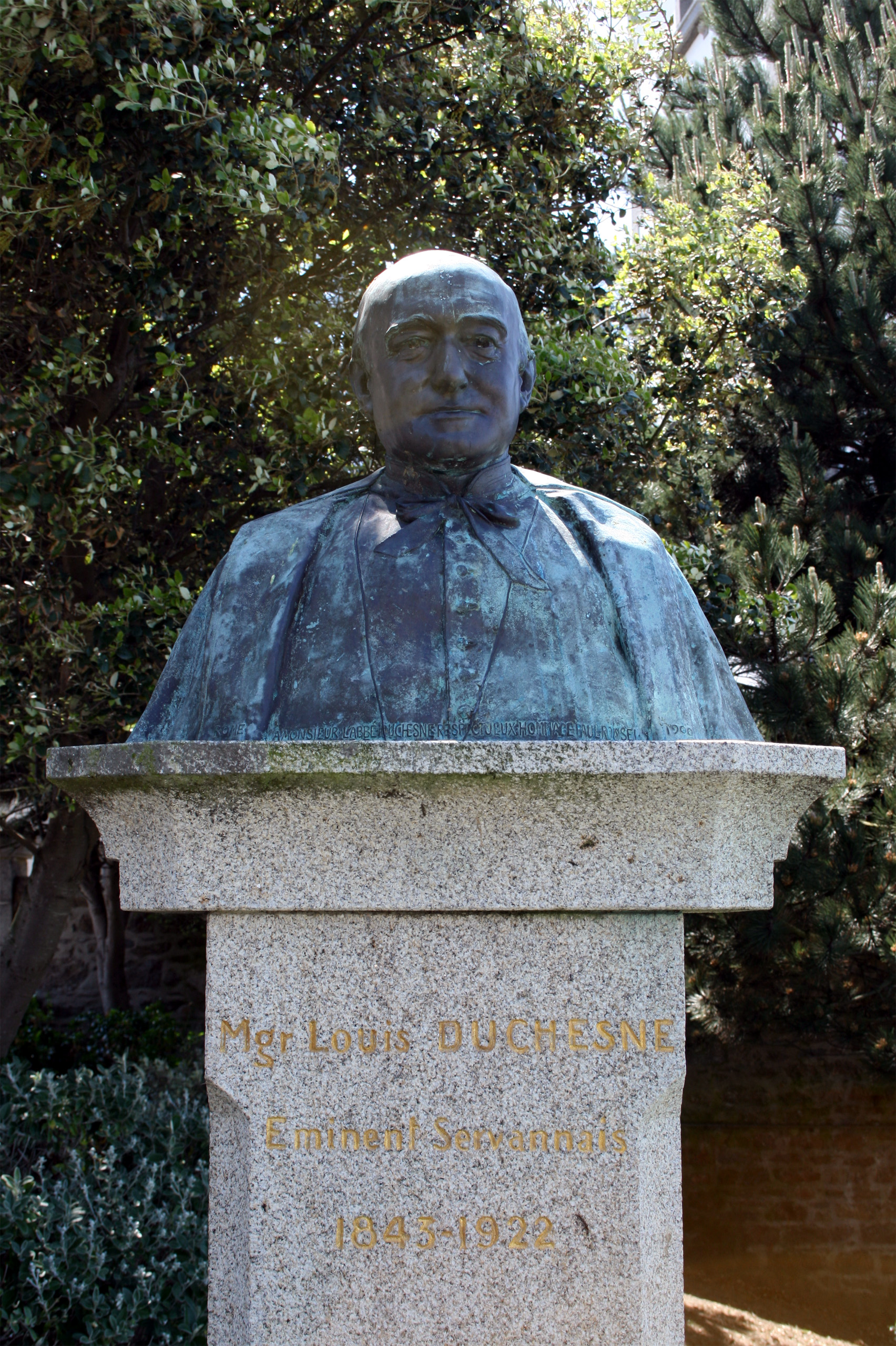
Monument à Louis Duchesne, Saint-Malo.

- Monument au général Exelmans, 1898, en collaboration avec Émile Peynot, à Bar-le-Duc, fondu par les établissements Durenne à Sommevoire.
- Monument au colonel Henri Moll, exposé au Salon de 1913, pour la Ville de Vitry-le-François. La statue a été érigée par souscription nationale. Prévue en novembre 1914, l'inauguration aura finalement lieu en 1923, en raison de la Première Guerre mondiale. En 1942, l'envahisseur allemand décrète le déboulonnage de la statue, mais grâce aux services du maire Prud'homme, la statue est cachée dans une fosse creusée sous un hangar rue de la Glacière. La statue est réinstallée sur son piédestal à l'occasion de la fête de l'armistice le 11 novembre 1944.
- Monument aux morts de Saumur, avec l'architecte A. Tourner.
- Monument aux morts de Fontenay-sous-Bois, déplacé dans le cimetière au XXe siècle.
- Monument aux Morts 1870-1871 de Bar-le-Duc, « Aux enfants de la Meuse morts pour la patrie ». Érigé par souscription publique en 1900, réalisé en pierre d'Euville, il occupait le centre de la place de la gare et fut démonté pour laisser place au Monument à Poincaré en 1950. Il est remonté en 1958 rue Bradfer sans le groupe allégorique en fonte, enlevé par les Allemands pour être fondu lors de la Seconde Guerre mondiale.
- Monument funéraire de Gustave Larroumet[2], médaillons de Paul Roussel et d'Émile Bertaux, gisant de Gustave Larroumet, cimetière de Villecresnes.
- Monument à Louis Duchesne, Saint-Malo.

### Statue, statuette et bas-relief

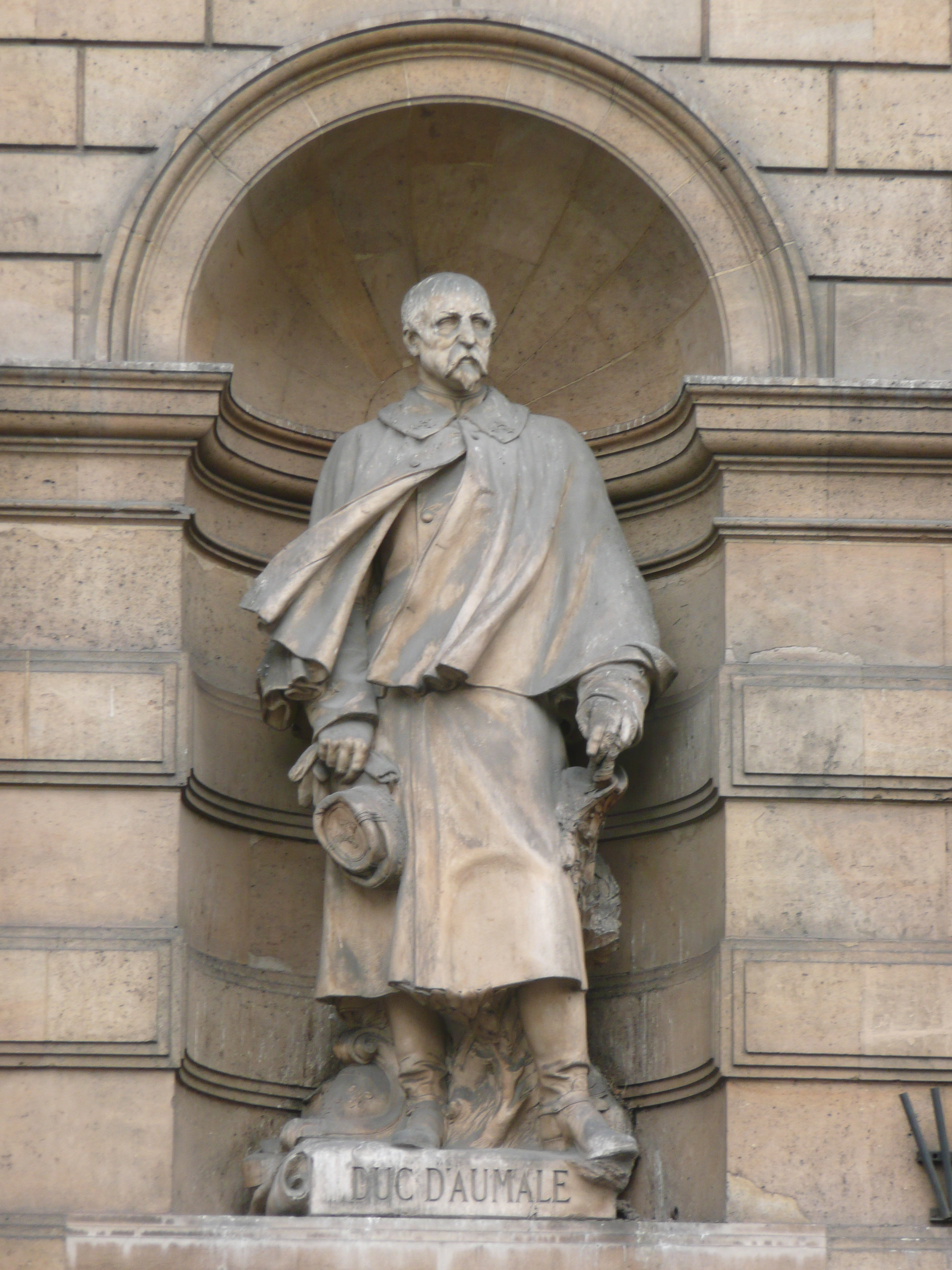
Le Duc d’Aumale, Paris, palais du Louvre.

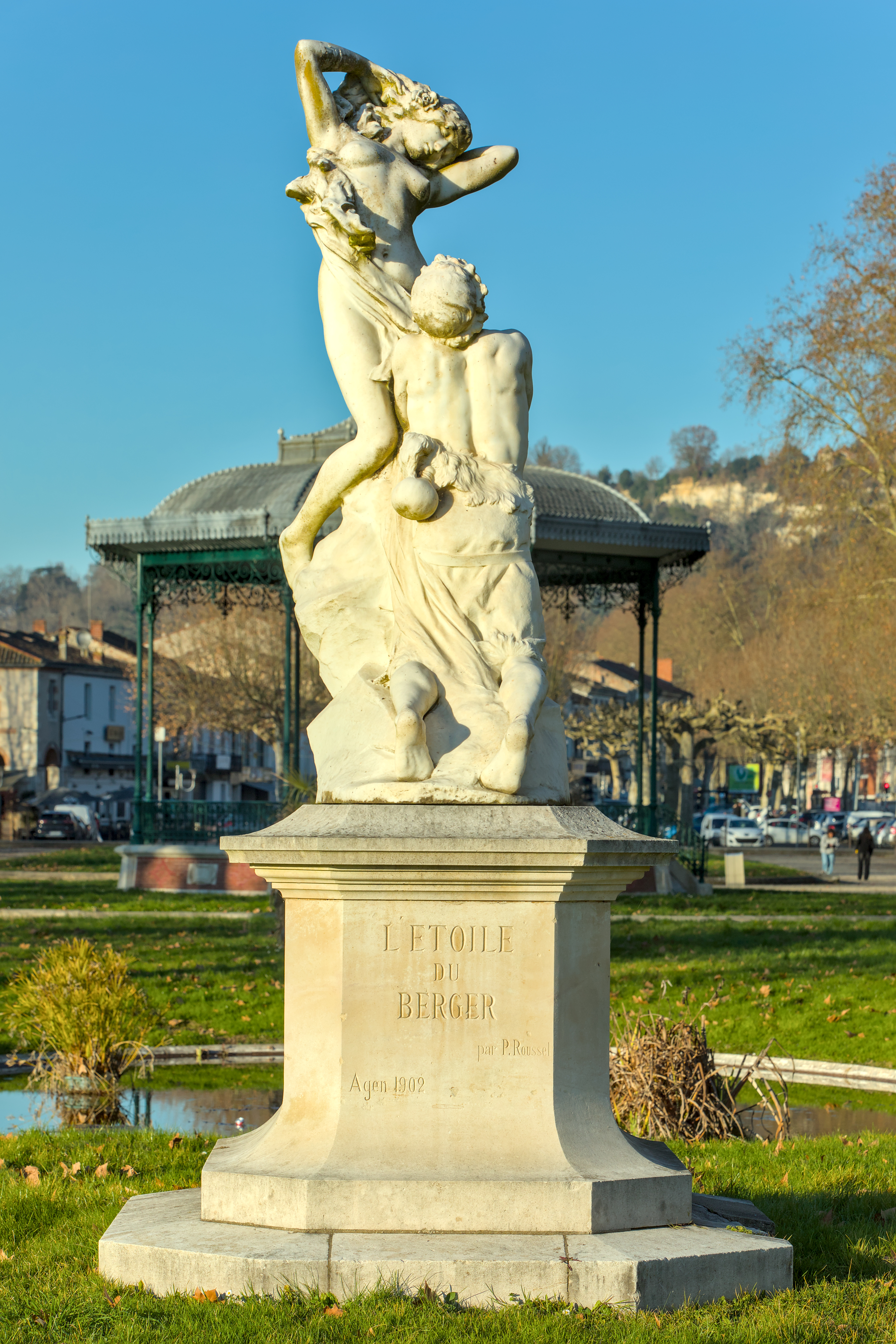
L'Étoile du Berger, esplanade du Gravier à Agen.

- David, vainqueur de Goliath, amené en triomphe à Saül, 1895, bas-relief en plâtre, prix de Rome. Paris, École nationale supérieure des beaux-arts.
- Ève ou La Pomme, vers 1908, statuette en bronze. Paris, musée d’Orsay. Un exemplaire en ivoire, marbre et bronze fut exposé au Salon de 1908.
- Apollon, Salon de 1910, statue en plâtre. Acquise par l’État, l'artiste est autorisé à faire des réductions de la statue en y apportant quelques modifications.
- Le Duc d’Aumale, statue en pierre commandée par l’État et conservée à gauche de l’entrée du musée des arts décoratifs de Paris. La maquette originale de la statue est conservée à Chantilly au musée Condé.
- Le Pèlerin de la vie, bas-relief en marbre d'après le plâtre acheté par l'État au Salon de 1898. Mairie de Mézières.
- Nomia, danseuse de Pompéi, Salon de 1909, statue en bronze. Escalier d’honneur de l’hôtel de ville de Vincennes.
- L’Étoile du Berger, Salon de 1901, groupe en marbre, allégorie de l’univers et de la nature, esplanade du Gravier à Agen.
- La Danse de bébé, Salon de 1910, le plâtre est actuellement exposé au Petit Palais.
- Homère chantant, Salon de 1903, plâtre. La terre cuite est conservée à Paris au musée d’Orsay.
- la Mère et l’Enfant, 1903, bas-relief en pierre ornant la porte d’entrée de l’immeuble du 14, rue Saint-Pierre à Neuilly-sur-Seine.
- Le Réveil, monument aux morts du lycée Arago à Paris, inauguré le 27 juin 1920[3].

### Buste

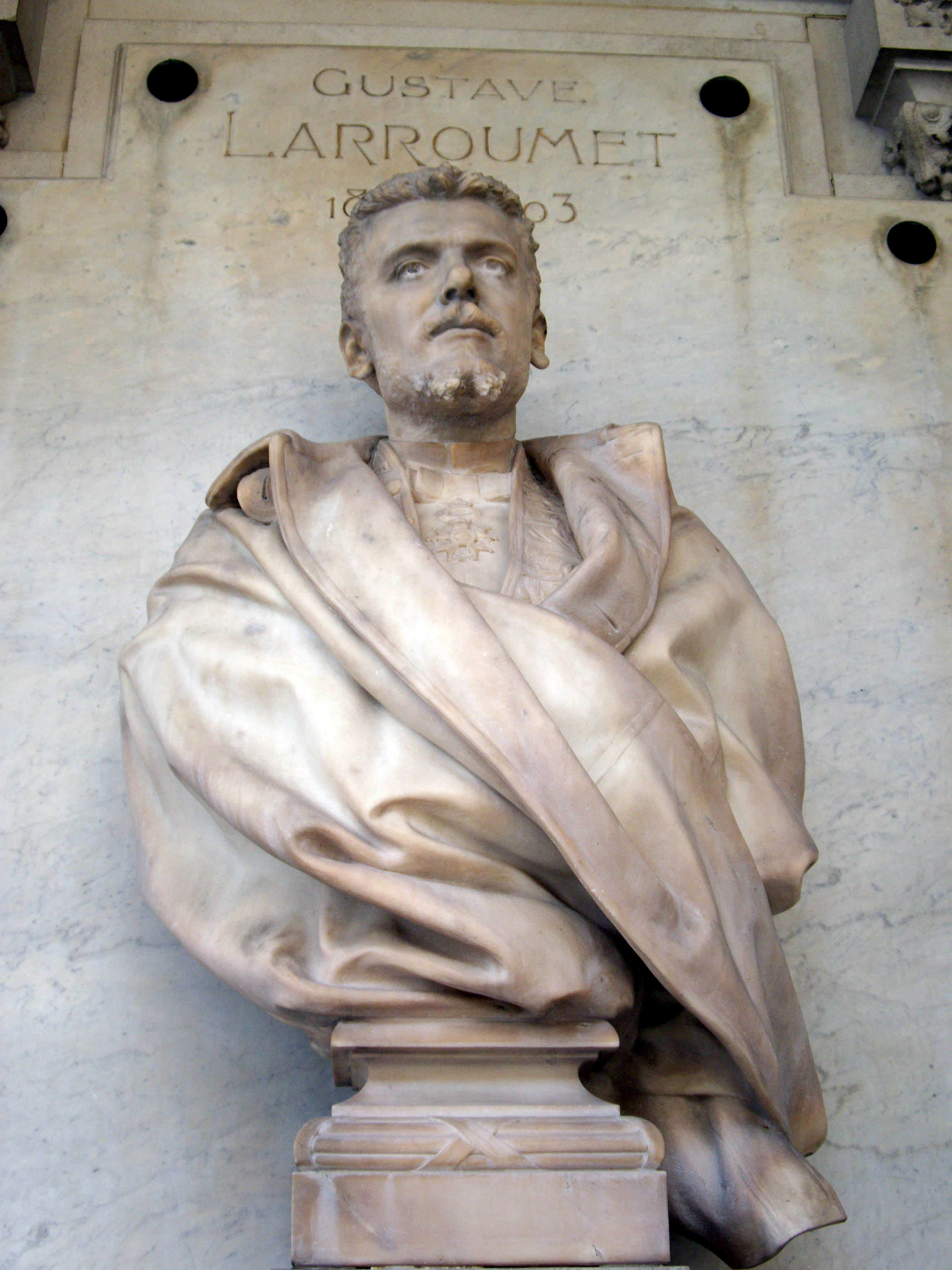
Gustave Larroumet, Paris, Comédie-Française.

- Buste de Paul Bourget, buste en plâtre, Chantilly, musée Condé.
- Buste de Fernand Thesmar, bronze, ornant son monument funéraire du cimetière de Neuilly-sur-Seine.
- Buste de Champollion, marbre, Le Caire, Institut français d'archéologie orientale. Le plâtre est à la Maison de France au Caire.
- Buste de Louis Liard, 1904, plâtre, parloir du collège de Falaise. En 1931, le Comité Louis Liard de Falaise obtient une reproduction du buste.
- Buste de Joseph Darasse (historien), 1891, bronze.
- Gustave Larroumet, buste en marbre, Paris, façade droite de la Comédie-Française dans la galerie du Théâtre-Français au Palais-Royal.

### Art décoratif
- Le Bain interrompu, plat en étain.
- Surtout de table pour le cuirassé Le Paris : acquis par la Ville de Paris pour être offert au navire de guerre.
- Coupe du Jockey Club.
- Coupe aéronautique Michelin, 1909.
- Bronzes édités par la fonderie Susse, dont le Papillon et un vase Fée aux roseaux.